# Glossodia
Genre
Classification phylogénétique
Glossodia est un genre de la famille des Orchidaceae, de la sous-famille des Orchidoideae et de la tribu des Diurideae. Les 2 espèces sont endémiques en Australie.
Les Glossodia sont difficiles à cultiver, les essais de semences in vitro ayant donné de piètres résultats et les plantes prélevées dans le milieu naturel ne durant que quelques années. Ceci est probablement due à l'utilisation d'un champignon symbiotique pour sa nourriture. Ces orchidées n'ont pas de racines et tirent toute leur nourriture de ces champignons. Une solution ayant un pourcentage raisonnable de succès est de faire croître les nouvelles plantes dans les mêmes pots toutes les années. Cela nécessite généralement une pollinisation manuelle, mais peut conduire à une collection assez importante de plantes pendant de nombreuses années.

## Liste d'espèces
Selon World Checklist of Selected Plant Families (WCSP) (17 févr. 2011) :
- Glossodia major R.Br. (1810) originaire du Queensland, Nouvelle-Galles du Sud, Victoria, Tasmanie et Australie-Méridionale.
- Glossodia minor R.Br. (1810) originaire du Queensland, Nouvelle-Galles du Sud et du Victoria.

Selon NCBI (17 févr. 2011) :
- Glossodia major
- Glossodia minor